# J.League Cup 2009
Der J.League Cup 2009, offiziell aufgrund eines Sponsorenvertrages mit dem Gebäckhersteller Yamazaki Nabisco nach einer Marke desselben 2009 J.League Yamazaki Nabisco Cup genannt, war die siebzehnte Ausgabe des J.League Cup, des höchsten Fußball-Ligapokal-Wettbewerbs in Japan.

## Spieler
| Verein              | Spieler |
| ------------------- | --- |
| Montedio Yamagata   | Kenta Shimizu (4/0), Shōgo Kobara (3/0), Takumi Watanabe (5/0), Kōhei Miyazaki (5/0), Katsuyuki Miyazawa (5/1), Tatsuya Furuhashi (1/0), Nobuyuki Zaizen (4/0), Tomotaka Kitamura (1/1), Tatsuya Ishikawa (4/0), Takuya Miyamoto (5/0), Yū Hasegawa (5/0), Kim Byung-suk (5/1), Kentarō Satō (4/0), Masaru Akiba (6/1), Ryō Kobayashi (6/0), Taishi Endō (1/0), Takuya Sonoda (3/0), Hidenori Ishii (6/0), Shōgo Sakai (3/0), Tetsurō Ōta (1/0), Tomoyasu Hirose (6/2), Yūki Uekusa (1/0)                                                                    |
| Kashima Antlers     | Atsuto Uchida (2/0), Daiki Iwamasa (2/0), Kōji Nakata (1/0), Tōru Araiba (2/0), Takuya Nozawa (2/0), Yūzō Tashiro (2/0), Masashi Motoyama (2/0), Danilo (2/0), Shinzō Kōroki (2/0), Takeshi Aoki (2/0), Marquinhos (2/0), Masahiko Inoha (2/0), Hitoshi Sogahata (2/0), Yūya Ōsako (1/0), Mitsuo Ogasawara (2/1) |
| Urawa Reds          | Norihiro Yamagishi (8/0), Keisuke Tsuboi (7/0), Hajime Hosogai (6/0), Marcus Tulio Tanaka (1/1), Nobuhisa Yamada (7/1), Alessandro Santos (4/0), Ponte (4/1), Keita Suzuki (7/0), Tadaaki Hirakawa (2/0), Sergio Escudero (7/1), Edmilson (7/3), Takafumi Akahoshi (3/0), Naohiro Takahara (8/2), Satoshi Horinouchi (5/0), Takuya Nagata (3/0), Yūki Abe (4/0), Genki Haraguchi (6/1), Mizuki Hamada (4/0), Yoshiya Nishizawa (7/1), Yūsuke Hayashi (1/0), Shunki Takahashi (5/0), Naoki Yamada (5/2)                                                       |
| Omiya Ardija        | Takahiro Takagi (5/0), Taishi Tsukamoto (1/0), Mato (5/2), Yasuhiro Hato (5/0), Daisuke Tomita (4/0), Yōsuke Kataoka (4/0), Tomoya Uchida (2/0), Naoki Ishihara (4/1), Denis Marques (4/0), Chikara Fujimoto (6/0), Yoshihito Fujita (6/1), Park Won-jae (2/0), Masato Saitō (3/0), Hayato Hashimoto (4/0), Yūsuke Murayama (2/0), Kōji Ezumi (1/0), Shin Kanazawa (6/0), Takaya Kawanabe (1/0), Kōhei Tokita (6/1), Takuya Aoki (1/0), Masahiko Ichikawa (2/0), Shunsuke Fukuda (2/0), Daisuke Watabe (3/0), Yoshiyuki Kobayashi (1/0), Ryōhei Arai (4/0)   |
| JEF United Chiba    | Masahiro Okamoto (4/0), Masataka Sakamoto (6/0), Daisuke Saitō (5/0), Bosnar (4/0), Alex (3/0), Tōmi Shimomura (5/1), Masaki Chūgo (2/0), Masaki Fukai (6/2), Kōhei Kudō (6/0), Tatsunori Arai (4/1), Takumi Wada (3/0), Shōhei Ikeda (5/0), Yōhei Fukumoto (3/0), Tatsuya Yazawa (5/1), Ryō Kushino (2/0), Seiichirō Maki (5/1), Michael (3/0), Naoya Saeki (1/0), Kōki Yonekura (4/0), Tsukasa Masuyama (1/0), Ryōta Aoki (3/0) |
| Kashiwa Reysol      | Jirō Kamata (4/0), Naoya Kondō (2/0), Naoki Ishikawa (2/0), Masahiro Koga (4/0), Hidekazu Ōtani (3/0), Hideaki Kitajima (5/2), Franca (1/0), Popo (5/2), Yūzō Kobayashi (6/0), Keisuke Ōta (3/0), Minoru Suganuma (6/2), Iwao Yamane (2/1), Shū Abe (3/0), Tadanari Lee (5/3), Yūta Minami (3/0), Yōhei Kurakawa (3/0), Yūsuke Murakami (5/0), Yūki Ōtsu (5/2), Ryōichi Kurisawa (4/0), Takanori Sugeno (3/0), Kōta Sugiyama (2/0), Masato Yamazaki (4/0), Akimi Barada (2/0), Yoshiyuki Kobayashi (1/0)                                                     |
| FC Tokyo            | Hitoshi Shiota (1/0), Teruyuki Moniwa (3/0), Hideki Sahara (5/0), Bruno Quadros (8/0), Yūto Nagatomo (4/1), Yasuyuki Konno (5/0), Satoru Asari (1/0), Ryūji Fujiyama (1/0), Cabore (9/5), Yōhei Kajiyama (10/1), Sōta Hirayama (9/4), Hokuto Nakamura (2/0), Daishi Hiramatsu (5/0), Jō Kanazawa (2/0), Naohiro Ishikawa (8/3), Yōhei Ōtake (6/1), Shūichi Gonda (10/0), Naotake Hanyū (8/0), Shingo Akamine (9/1), Yūhei Tokunaga (10/0), Sōtan Tanabe (6/0), Takuji Yonemoto (8/3), Yūsuke Kondō (4/1), Kenta Mukuhara (9/0), Tatsuya Suzuki (10/0)        |
| Kawasaki Frontale   | Eiji Kawashima (3/0), Hiroki Itō (5/0), Yūsuke Igawa (2/0), Yūsuke Tasaka (3/0), Masaru Kurotsu (4/0), Satoru Yamagishi (2/0), Chong Te-se (5/2), Juninho (5/3), Shūhei Terada (4/0), Kengo Nakamura (3/0), Takurō Yajima (1/0), Satoshi Kukino (1/0), Kōsuke Kikuchi (4/0), Tomonobu Yokoyama (3/0), Yūsuke Mori (4/0), Yūji Yabu (3/0), Kyōhei Noborizato (1/0), Kazuhiro Murakami (5/0), Rikihiro Sugiyama (2/0), Hiroyuki Taniguchi (5/0), Renatinho (5/1)                                                                                               |
| Yokohama F. Marinos | Tetsuya Enomoto (4/0), Naoki Matsuda (10/2), Yūsuke Tanaka (10/2), Ryūji Kawai (2/0), Yūzō Kurihara (10/0), Kazuma Watanabe (8/4), Kōji Yamase (9/5), Daisuke Sakata (10/1), Takanobu Komiyama (9/0), Kenta Kanō (9/1), Kim Kun-hoan (7/0), Shingō Hyōdō (10/1), Norihisa Shimizu (2/0), Manabu Saitō (3/0), Kōta Mizunuma (5/0), Hiroki Iikura (6/0), Yūji Nakazawa (3/0), Masakazu Tashiro (5/0), Ariajasuru Hasegawa (7/1), Shōhei Ogura (9/0), Jeong Dong-ho (2/0)                                                                                       |
| Albirex Niigata     | Takashi Kitano (4/0), Hiroshi Nakano (2/0), Kazuhiko Chiba (2/0), Jun Marques Davidson (2/0), Mitsuru Chiyotanda (5/0), Mitsuru Nagata (6/0), Toshihiro Matsushita (6/2), Pedro Junior (3/0), Marcio Richardes (5/0), Kishō Yano (1/0), Fumiya Kogure (4/0), Yūta Mikado (1/0), Isao Homma (6/0), Hideo Ōshima (6/0), Jun Uchida (3/0), Kengo Kawamata (1/0), Cho Young-cheol (6/0), Masaaki Higashiguchi (1/0), Takaya Kurokawa (1/0), Atomu Tanaka (3/0), Gōtoku Sakai (4/0), Kazunari Ōno (1/0), Naoto Matsuo (5/0), Gilton (4/1)                         |
| Shimizu S-Pulse     | Arata Kodama (9/0), Naoaki Aoyama (9/1), Kōsuke Ōta (4/0), Keisuke Iwashita (9/1), Marcos Paulo (4/0), Teruyoshi Itō (8/0), Takuma Edamura (10/3), Yūichirō Nagai (3/0), Jungo Fujimoto (9/0), Kazuki Hara (8/2), Akihiro Hyōdō (10/1), Jumpei Takaki (6/1), Shinji Tsujio (3/0), Takuya Honda (6/0), Masaki Yamamoto (6/1), Johnsen (8/2), Yū Kijima (1/0), Shun Nagasawa (2/0), Yōhei Nishibe (2/0), Genki Ōmae (2/1), Shinji Okazaki (4/1), Daisuke Ichikawa (5/0), Yasuhiro Hiraoka (2/0), Tomonobu Hiroi (1/0), Kaito Yamamoto (8/0)                    |
| Júbilo Iwata        | Yoshikatsu Kawaguchi (4/0), Takayuki Chano (4/0), Kentarō Ōi (4/0), Yūichi Komano (1/0), Daisuke Nasu (6/0), Yoshiaki Ōta (5/0), Gilsinho (4/0), Masashi Nakayama (1/0), Shō Naruoka (4/0), Norihiro Nishi (4/0), Hiroki Bandai (4/0), Shinji Murai (4/0), Ken’ichi Kaga (4/0), Rodrigo (3/0), Yūsuke Inuzuka (5/0), Ryōichi Maeda (6/3), Ryū Okada (3/0), Shūto Yamamoto (6/0), Robert Cullen (1/0), Kōsuke Yamamoto (3/0), Takuya Matsuura (1/0), Yūki Oshitani (1/0), Kōta Ueda (2/0), Naoki Hatta (2/0), Lee Keun-ho (1/0)                               |
| Nagoya Grampus      | Akira Takeuchi (1/0), Bajalica (1/0), Maya Yoshida (1/1), Takahiro Masukawa (1/0), Shōhei Abe (1/0), Naoshi Nakamura (1/0), Magnum (1/0), Davi (1/0), Yoshizumi Ogawa (2/1), Keiji Tamada (1/0), Kei Yamaguchi (2/0), Keiji Yoshimura (2/0), Kennedy (1/0), Yūki Maki (1/1), Tomohiro Tsuda (2/0), Keita Sugimoto (2/0), Kōji Nishimura (1/0), Masaya Satō (2/0), Taishi Taguchi (1/0), Kōichi Hirono (1/0), Hayuma Tanaka (2/0) |
| Kyoto Sanga FC      | Sidiclei (5/0), Hiroki Mizumoto (5/0), Kazuki Teshima (2/0), Yūta Someya (4/0), Yūto Satō (5/1), Yūsuke Nakatani (1/0), Yōhei Toyoda (6/0), Diego (6/0), Takenori Hayashi (3/0), Atsushi Yanagisawa (5/1), Lee Jung-soo (1/0), Hiroki Nakayama (1/0), Jun Andō (3/0), Taisuke Nakamura (3/0), Kōken Katō (4/0), Shun Morishita (1/0), Paulinho (4/0), Yūichi Mizutani (6/0), Daigō Watanabe (6/0), Atsutaka Nakamura (1/0), Tatsuya Masushima (5/0), Makoto Kakuda (4/1), Kim Seng-yong (1/0)                                                                |
| Gamba Osaka         | Sōta Nakazawa (2/1), Satoshi Yamaguchi (2/0), Yasuhito Endō (2/0), Shin’ichi Terada (1/0), Lucas (2/0), Takahiro Futagawa (2/0), Ryūji Bando (2/0), Michihiro Yasuda (2/0), Hayato Sasaki (2/0), Tomokazu Myōjin (2/1), Cho Jae-jin (1/0), Takumi Shimohira (1/0), Yōsuke Fujigaya (2/0), Leandro (2/1), Hideo Hashimoto (2/0) |
| Vissel Kobe         | Tatsuya Enomoto (2/0), Teruaki Kobayashi (2/1), Kunie Kitamoto (6/0), Hiroyuki Kōmoto (2/0), Kim Nam-il (2/0), Park Kang-jo (4/0), Alan Bahia (2/0), Marcel (4/1), Shōta Matsuhashi (2/0), Kazuki Ganaha (3/1), Tsuneyasu Miyamoto (5/0), Toshihiko Uchiyama (4/0), Takayuki Yoshida (5/0), Hideo Tanaka (5/0), Norio Suzuki (2/0), Hiroto Mogi (5/0), Kenji Baba (5/0), Yōsuke Ishibitsu (5/1), Ryōsuke Matsuoka (5/0), Tsubasa Ōya (2/0), Kenta Tokushige (4/0), Akihito Kusunose (4/0), Ryūhei Niwa (4/0)                                                 |
| Sanfrecce Hiroshima | Stoyanov (3/1), Tomoaki Makino (2/0), Toshihiro Aoyama (5/1), Kazuyuki Morisaki (1/0), Yōsuke Kashiwagi (5/3), Hisato Satō (5/5), Mikic (5/0), Yōjirō Takahagi (4/0), Ri Han-jae (3/0), Kōta Hattori (4/0), Ryūichi Hirashige (4/1), Kōhei Morita (6/0), Tsubasa Yokotake (4/1), Ryōta Moriwaki (4/0), Issei Takayanagi (5/1), Yūya Hashiuchi (1/1), Kōhei Shimizu (2/0), Takuya Marutani (1/0), Akihiro Satō (1/0), Tomotaka Okamoto (2/0), Takashi Rakuyama (2/0), Hirotsugu Nakabayashi (4/0), Kōji Nakajima (6/1), Yūtarō Hara (1/0), Jun’ya Ōsaki (3/1) |
| Oita Trinita        | Shūsaku Nishikawa (3/0), Shūsuke Tsubouchi (5/0), Yūki Fukaya (3/0), Edmilson (2/1), Masato Morishige (2/0), Teppei Nishiyama (3/0), Mū Kanazaki (3/1), Yasuhito Morishima (1/0), Ueslei (3/1), Shingo Suzuki (1/0), Akihiro Ienaga (6/2), Seigo Shimokawa (3/0), Shunsuke Maeda (4/2), Daisuke Takahashi (3/0), Keigo Higashi (3/0), Taikai Uemoto (6/0), Hiroyuki Kobayashi (2/0), Kōki Kotegawa (5/1), Hiroshi Kiyotake (6/1), Yūdai Inoue (3/0), Masashi Miyazawa (4/0), Yoshiaki Fujita (6/0), Takashi Umeda (4/1)                                      |

## Ergebnisse

### Gruppenphase

#### Gruppe A
| Pl. | Verein              | Sp. | S | U | N | Tore    | Diff. | Punkte |
| --- | ------------------- | --- | - | - | - | ------- | ----- | ------ |
| 1.  | Urawa Reds          | 6   | 4 | 1 | 1 | 011:400 | +7    | 13     |
| 2.  | Yokohama F. Marinos | 6   | 3 | 2 | 1 | 012:600 | +6    | 11     |
| 3.  | Sanfrecce Hiroshima | 6   | 3 | 1 | 2 | 017:800 | +9    | 10     |
| 4.  | Ōita Trinita        | 6   | 1 | 5 | 0 | 010:900 | +1    | 08     |
| 5.  | Omiya Ardija        | 6   | 2 | 1 | 3 | 006:170 | −11   | 07     |
| 6.  | Júbilo Iwata        | 6   | 1 | 3 | 2 | 004:500 | −1    | 06     |
| 7.  | Albirex Niigata     | 6   | 0 | 1 | 5 | 003:140 | −11   | 01     |

#### Gruppe B
| Pl. | Verein            | Sp. | S | U | N | Tore    | Diff. | Punkte |
| --- | ----------------- | --- | - | - | - | ------- | ----- | ------ |
| 1.  | FC Tokyo          | 6   | 4 | 1 | 1 | 010:600 | +4    | 13     |
| 2.  | Shimizu S-Pulse   | 6   | 4 | 0 | 2 | 009:700 | +2    | 12     |
| 3.  | Kashiwa Reysol    | 6   | 3 | 2 | 1 | 012:500 | +7    | 11     |
| 4.  | JEF United Chiba  | 6   | 2 | 2 | 2 | 006:600 | ±0    | 08     |
| 5.  | Montedio Yamagata | 6   | 2 | 1 | 3 | 006:700 | −1    | 07     |
| 6.  | Vissel Kobe       | 6   | 2 | 1 | 3 | 004:700 | −3    | 07     |
| 7.  | Kyoto Sanga FC    | 6   | 0 | 1 | 5 | 003:120 | −9    | 01     |

### Finalrunde

#### Viertelfinale
|                     | Gesamt |                 | Hinspiel | Rückspiel |
| ------------------- | ------ | --------------- | -------- | --------- |
| Nagoya Grampus      | 3:6    | FC Tokyo        | 1:5      | 2:1       |
| Shimizu S-Pulse     | 4:2    | Urawa Reds      | 1:2      | 3:0       |
| Yokohama F. Marinos | 4:3    | Gamba Osaka     | 3:1      | 1:2       |
| Kawasaki Frontale   | 3:1    | Kashima Antlers | 0:1      | 3:0       |

#### Halbfinale
|                     | Gesamt |                   | Hinspiel | Rückspiel |
| ------------------- | ------ | ----------------- | -------- | --------- |
| FC Tokyo            | 3:2    | Shimizu S-Pulse   | 2:2      | 1:0       |
| Yokohama F. Marinos | 1:3    | Kawasaki Frontale | 0:2      | 1:1       |

#### Finale
|          | Ergebnis |                   |
| -------- | -------- | ----------------- |
| FC Tokyo | 2:0      | Kawasaki Frontale |